# Лурье, Исидор Менделевич
Исидор Ме́нделевич (Михайлович) Лурье́ (3 декабря 1903, Минск — 26 января 1958, Ленинград) — советский историк-востоковед, египтолог, доктор исторических наук, научный сотрудник Государственного Эрмитажа, заместитель директора по научной части, заведующий отделом Востока (1939—1946), исследователь древнеегипетского права, особенностей социальной структуры Древнего Египта, египетского рабства.

## Биография

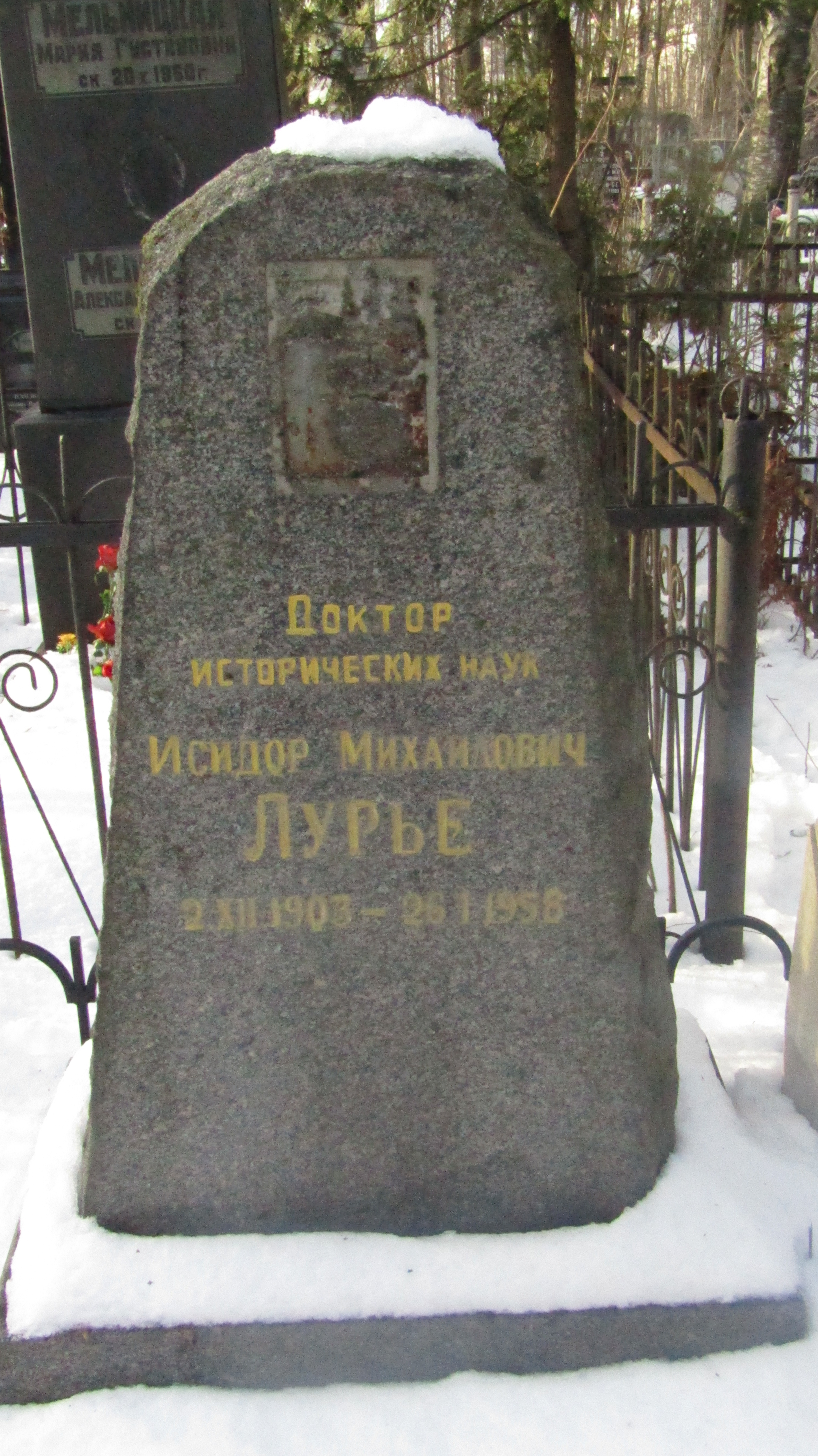
Могила И. М. Лурье Серафимовское кладбище, Санкт-Петербург.

Родился в Минске. В 1919 г. вступил в ряды Коммунистического союза молодежи, в 1920 г. стал инструктором райкома комсомола в Харькове, вел подпольную работу во время оккупации Харькова белыми. В 1921 г. работал инструктором ЦК КCМ Белоруссии в Минске, где в 1922 г. поступил в университет. В 1923 г. переводится из Минского в Ленинградский университет на факультет общественных наук. Окончив университет в 1925 г., в 1927 г. начал работать в Эрмитаже.
В 1928 г. защитил кандидатскую диссертацию «К вопросу о египетском праве».
В 1937—1938 гг. преподавал в Ленинградском государственном университете.
В 1939—1946 гг. был заместителем директора по научной части, затем заведующим отделом Востока. В 1941 г. уехал в эвакуацию в Свердловск.
Неоднократно избирался секретарем партийной ячейки Эрмитажа, был членом партийного бюро. Был убежденным коммунистом. По свидетельству его друга И. М. Дьяконова: «Мне было, конечно, странно, что при всей его явной доброте, по всем спорным вопросам посерьезнее ему всегда хотелось писать письма в обком или, чего доброго, в ЦК — к 1938 г. различие между письмом в ЦК и письмом в НКВД становилось несколько теоретическим».
В 1946 г. присуждена степень доктора исторических наук за работу «Очерки истории древнеегипетского права».
В 1948—1951 гг. преподавал в МОПИ.
Похоронен на Серафимовском кладбище (уч. 1).

### Семья
Жена — Милица Эдвиновна Матье (1899 — 1966), египтолог, искусствовед и историк.

## Научная деятельность
Основная работа И. М. Лурье «Очерки древнеегипетского права XVI—X веков до н. э.» (1960) была опубликована после смерти автора, благодаря усилиям его супруги М. Э. Матье. Исследование основано на анализе многочисленных, но трудных для интерпретации юридических документов. В монографии восстановлена картина организации судопроизводства и характерные черты древнеегипетского законодательства, выявлен ход развития судебных органов древнего Египта от почти первобытного «совета старейшин» (джаджат) до административного судебного органа (кенбет), прослежено постепенное вытеснение кенбета храмовым судом. В исследовании разобран вопрос о различных «кенбетах» и их функциях, о роли клятвы в древнеегипетском процессе, реконструируются законы древнего Египта в отношении охраны собственности и выясняется их классовый характер. Многие аспекты древнеегипетского права, отраженные в монографии, были исследованы в ряде статей, опубликованных в 1946—1948 гг.
И. М. Лурье участвовал в научной дискуссии о рабовладельческом способе производства в восточных обществах. Он открыто полемизировал с В. В. Струве, постулировавшим важность рабского труда для восточных цивилизаций вообще, и для Египта в частности. И. М. Лурье отстаивал точку зрения, согласно которой в Египет в отличие от классических рабовладельческих обществ Греции и Рима рабский труд не составлял универсальной основы хозяйства (Стоимость раба в древнем Египте // ВДИ. 1938. № 4. С. 71). Тем не менее, И. М. Лурье являлся в полной мере историком-марксистом, пытался развивать исследования техники древнего Египта для обоснования марксистских положений об эволюции средств производства с развитием общественных форм.
И. М. Лурье был редактором первого тома фундаментальной «Всемирной истории» (1955), вышедшего с новым авторским коллективом без упоминания о его участии.

### Основные труды
- К вопросу о судебных оракулах в древнем Египте // Записки Коллегии востоковедов при Азиатском музее РАН. 1930. IV. С. 51—72.
- Замечания к pap. Mook // Сборник египтологического кружка при ЛГУ. 1930. IV. С. 51—72.
- Горное дело в древнем Египте // Труды ИИНТ АН СССР. 1934. Сер. 1. Т. III. С. 105—138.
- Техника древнего Египта // Очерки истории техники докапиталистических формаций. М.-Л., 1936. С. 69—109.
- Город Тель-эль-Амарна (Обзор раскопок) // Советская археология. 1937. № 2. С. 161—185.
- Стоимость раба в древнем Египте // ВДИ. 1938. № 4. С. 65—71.
- Элементы животного эпоса в древнеегипетских изображениях // Труды Отдела истории культуры и искусства Востока ГЭ. Т. 1. Л., 1939. С. 61—91.
- Иммунитетные грамоты Древнего царства // Труды Отдела истории культуры и искусства Востока ГЭ. Т. 1. Л., 1939. С. 93—139.
- Беседа разочарованного со своим духом // Труды Отдела истории культуры и искусства Востока Гос. Эрмитажа. Т. 1. Л., 1939. С. 141—153.
- История техники древнего Египта // Очерки по истории техники Древнего Востока. М.-Л., 1940.
- К истории древнеегипетского законодательства времени Нового царства // ВДИ. 1946. № 3. С. 25-45.
- Хрестоматия древнеегипетских иератических текстов. Вып. 1. Древнее царство — начало XVIII династии. Л., 1947.
- Храмовый суд в древнем Египте во времена Нового царства // ВДИ. 1949. № 2. С. 32-39.
- Эрмитажный папирус № 1114 и социальные идеи, воплощенные в ушебти // ВДИ. 1949. № 4. С. 123—132.
- Дневник фиванского некрополя от 29 года Рамсеса III // ВДИ. 1950. № 4. С. 81—88.
- Краткий путеводитель по временной выставке культуры и искусства древнего Египта (совместно с М. Э. Матье). Л., 1950.
- Древнеегипетская плита с дарственной на землю // Эпиграфика Востока. Т. V. М.-Л., 1951. С. 95—109.
- Забастовка ремесленников фиванского некрополя во времена Рамзеса III // ВДИ. 1951. № 1. С. 221—232.
- Древнеегипетские термины «мерет» и «хентиуше» во времена Древнего царства // ВДИ. 1951. № 4. С. 73—82.
- Юридические документы по социально-экономической истории Египта в период Нового царства // ВДИ. 1952.№ 1. С. 209—280.
- Путеводитель по выставке «Культура и искусство древнего Египта» (совместно с М. Э. Матье). М.-Л., 1952.
- Немху в Египте Нового царства // ВДИ. 1953. № 4. С. 9—18.
- Ещё раз о термине «мерет» // ВДИ. 1955. № 1. С. 146—151.
- Рабы — держатели храмовой земли (по материалам Нового царства) // ВДИ. 1955. № 1. С. 16-26.
- Новые работы в области позднеегипетской письменности // ВДИ. 1956. № 1. С. 83-87.
- Новые данные о свободных земледельцах и рабах в Египте Среднего царства // ВДИ. 1957. № 1. С. 144—150.
- Египетский дом времени Нового царства // Культура и искусство античного мира и востока. = ТГЭ. II. 1958. С. 42-54.
- Заметки о древнеегипетском суде // Древний Египет. М., 1960. С. 137—142.
- Очерки древнеегипетского права XVI—X веков до н. э. Л., 1960. Перевод: Studien zum altägyptischen Recht des 16. bis 10. Jahrhunderts v.u.Z. / Deutsche Ausgabe von Schafik Allam. Weimar: Hermann Böhlaus Nachfolger, 1971 (Forschungen zum römischen Recht. Abh. 30).
- Источники по древнеегипетскому налоговому обложению времени Нового царства (совместно с И. А. Лапис) // ВДИ. 1961. № 2. С. 179—260; 1961. № 3. С. 171—220; 1961. № 4. С. 191—218.